# Aurora Correa
Aurora Correa Hidalgo (10 de febrero de 1930-20 de noviembre de 2008) fue una profesora y escritora española, naturalizada mexicana, que formó parte del grupo de exiliados conocido como los Niños de Morelia, el cual llegó a México durante la Guerra Civil Española. En su libro Cerezas (2008) narra sus experiencias durante el viaje y exilio.

## Biografía
Aurora Correa nació el 10 de febrero de 1930 en Barcelona, España. Llegó a México en 1937, cuando tenía 7 años, como parte del grupo conocido como los Niños de Morelia, exiliados durante la Guerra Civil Española. Como muchos de esos niños jamás volvió a su tierra natal,  permaneció en el país y se nacionalizó mexicana en 1963.
Su labor profesional siempre estuvo relacionada con la educación, la literatura y la difusión de la cultura; impartió clases de español en secundaria, trabajó como guionista, fue redactora y correctora de diferentes editoriales y también actriz de radio.
 Además realizó colaboraciones para diferentes medios impresos como: El Día, El Nacional, Excélsior, Novedades y Siempre!. Destaca entre ellas un texto publicado en Novedades donde narra sus experiencias en el internado donde vivió en la infancia.
Publicó seis libros, entre ellos La muerte de James Dean (1991) y Ha (1992), que respectivamente resultaron finalistas del Concurso de Novela Planeta y del Concurso de Novela Diana. En Cerezas (2008), su último libro, da cuenta de sus experiencias como Niña de Morelia. Solo uno de sus libros está dedicado a la poesía, Odas (1976), y su obra en este género es poco conocida.
Falleció el 20 de noviembre de 2008 en la ciudad de León, Guanajuato.

## Obra
Entre sus obras se encuentran:
- Agustina Ramírez (1964)
- Odas (1976)
- La muerte de James Dean (1991)
- Ha (1992)
- Te beso buenas noches (1997)
- Cerezas (2008)